# Tramway de Coutances à Lessay
Le tramway de Coutances à Lessay était un chemin de fer à voie métrique  de 37,6 kilomètres de Coutances à Lessay en Normandie , qui a été exploité de 1909 à 1937.

## Route
Pas moins de 19 arrêts sur le parcours de 37 kilomètres entre Coutances et Lessay,.

## L'histoire
Le premier train de voyageurs est parti le 1er janvier 1909 à 5 h 35, avant même que la ligne ne soit officiellement ouverte à 10 h. A partir du 3 février 1909, il y eut aussi du trafic de fret et à partir du 1er mai 1909, colis postal.

## Opération
La ligne était exploitée par la Société des chemins de fer de la Manche (CFM). Il y avait une locomotive à vapeur à trois essieux (030T) fabriquée par Weidknecht, qui pouvait transporter 2000 litres d'eau et 600 kg de charbon. La vitesse était de 20 km/h sur frêle voie, 12 km/h dans les traversèes de hameaux et à seulement et 8 km/h au passage des aiguilles prises en pointe aux abords des stations.

## Volume de transport

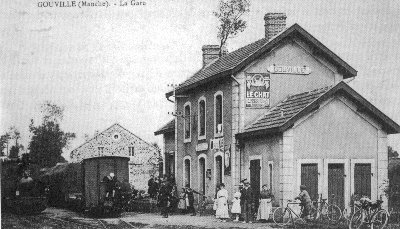
Gare de Gouville à côté du magazine à varech

Le varech était l'un des produits de transport les plus importants. Ils n'étaient pas seulement requis par les laboratoires pharmaceutiques, mais aussi en raison de leur résistance au feu pour le rembourrage des bancs de chemin de fer, des sièges de théâtre et des matelas. La gare de Gouville se trouvait donc juste à côté du magasin de varech déjà construit.
La filature de Gouville-sur-Mer, appelée La Mécanique par les habitants, était un autre client important du chemin de fer car elle avait besoin de beaucoup de charbon pour ses moteurs à vapeur, qui étaient autrefois transportés par des charrettes tirées par des chevaux. Jusqu'à 150 des 1 500 habitants de l'endroit travaillaient dans la filature pour produire du fil destiné à l'expédition au pays et à l'étranger. Les trains de marchandises entièrement chargés ont dû être répartis sur la pente entre le Pont de la Roque et Coutances par temps de pluie afin de pouvoir être tirés vers le haut de la montagne escarpée par la locomotive Weidknecht de construction légère.

## Les accidents
Le dimanche 1er novembre 1914, une explosion de chaudière à vapeur s'est produite sur la route dans la soirée, ce qui a entraîné un accident mortel pour le conducteur du moteur et le chauffeur et blessé le freineur.
Lors du Premier Roi du Monde en 1917, le médecin de Gouville, le Docteur Galène, censé représenter un collègue appelé au front pour rendre visite aux malades, est pris par le train au passage à niveau et tué sur place. Il a laissé deux enfants qu'il avait promis d'emmener à la plage à son retour.

## Références

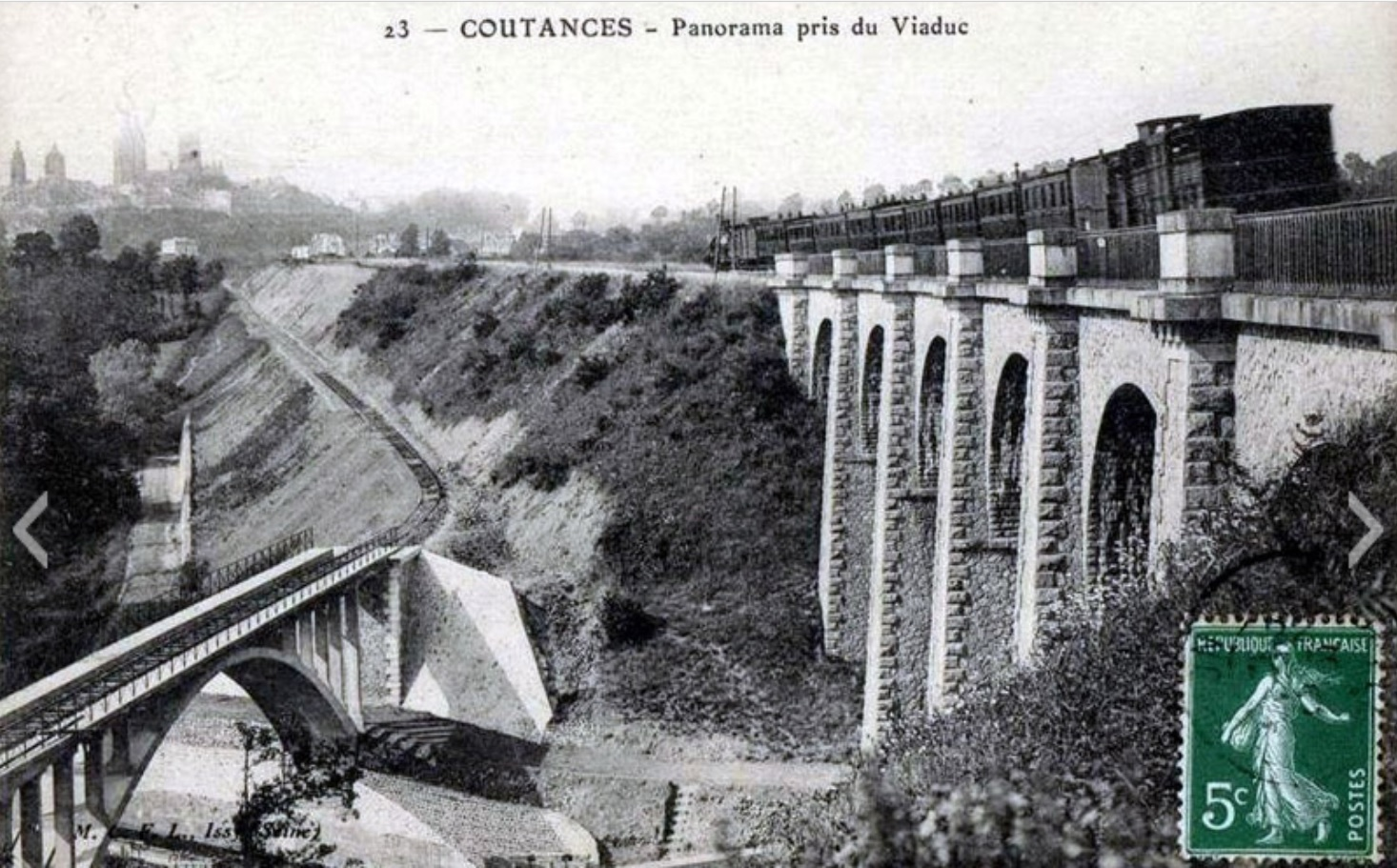
Pont de tramway à gauche du chemin de fer à écartement standard à Coutances.

## Les gares

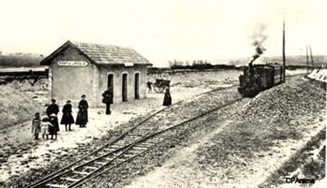
Pont-de-la-Roque
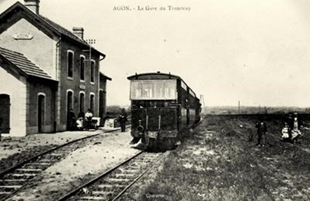
Agon
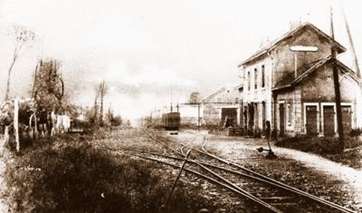
Gouville
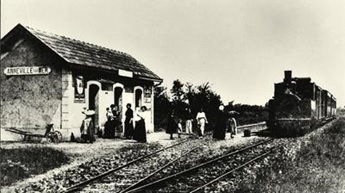
Anneville-sur-Mer
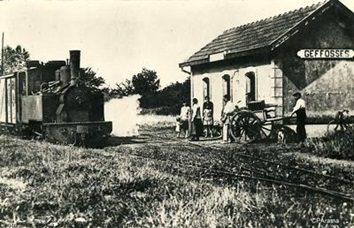
Geffosses
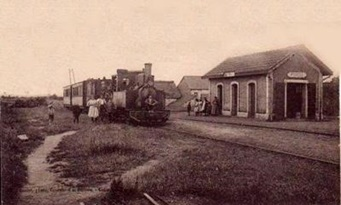
Pirou
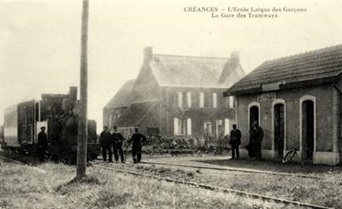
Créances
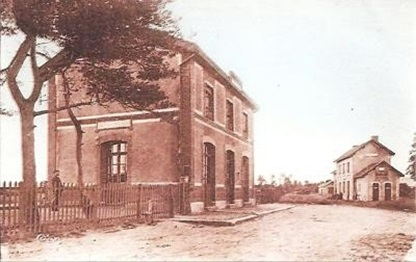
Lessay